# Боб Оденкърк
Робърт Джон „Боб“ Оденкърк (на английски: Robert John „Bob“ Odenkirk; роден на 22 октомври 1962 г.) е американски актьор, комик, режисьор, сценарист и продуцент. Известен е най-вече с ролята си на адвоката Сол Гудмън в сериалите „В обувките на Сатаната“ и „Обадете се на Сол“.
От края на 1980-те до 1990-те години Оденкърк е сценарист за телевизионните предавания „Saturday Night Live“ и „The Ben Stiller Show“, спечелвайки две награди Еми за работата си. Пише и за „Late Night with Conan O'Brien“ и играе ролята на агент Стиви Грант в „The Larry Sanders Show“. В началото на 21 век Оденкърк продуцира анимираните телевизионни сериали „Tom Goes to the Mayor“ и „Tim and Eric Awesome Show, Great Job!“. Освен това, режисира филмите „Хайде в пандиза“ (2006) и „Братята Соломон“ (2007). През 2017 г. пише, продуцира и играе във филма на Netflix „Girlfriend's Day“.
Успехът му като актьор във „В обувките на Сатаната“ и „Обадете се на Сол“ му печели актьорски роли във високобюджетни проекти като „Небраска“, „Фарго“, „Вестник на властта“, „Феноменалните 2“ и „Малки жени“.